# Olivia DeJonge
Olivia DeJonge, née le 30 avril 1998 à Melbourne, est une actrice australienne.
Olivia DeJonge est principalement connue pour ses rôles de Tara Swift / Shaneen Quigg dans la série télévisée Hiding et Rebecca Jamison dans le film d'horreur The Visit de M. Night Shyamalan (2015),,. Elle joue également le rôle de Priscilla Presley dans le film Elvis de Baz Luhrmann (2022).

## Filmographie

### Cinéma
- 2014 : The Sisterhood of Night  de Caryn Waechter (en) : Lavinia Hall
- 2015 : The Visit de M. Night Shyamalan : Rebecca Jamison / Becca
- 2016 : Scare Campaign (en) de Colin et Cameron Cairnes
- 2016 : Watch Out (Better Watch Out) de Chris Peckover : Ashley
- 2018 : Undertow : Angie
- 2019 : Stray Dolls : Dallas
- 2019 : Josie & Jack : Josie
- 2022 : Elvis de Baz Luhrmann : Priscilla Presley

### Télévision
- 2015 : Hiding (en) : Shaneen Quigg / Tara Swift (8 épisodes)
- 2017 : Will : Alice Burbage (10 épisodes)
- 2019 : The Society : Elle Tomkins (10 épisodes)
- 2022 : The Staircase : Caitlin (7 épisodes)